# Powertrain Ltd
Powertrain Ltd nebo také (PVH) Rover Group Powertrain Limited byla britská společnost se sídlem v Birminghamu, která měla na starost konstrukci a výrobu motorů a převodovek pro modely automobilů uváděných na trh. Společnost byla vlastněna firmami MG Rover Group a konsorciem Phoenix Venture Holdings, přičemž sídlo společnosti bylo v části továrny South Works v závodě Roveru v Longbridge v Birminghamu. Některá výrobní střediska byla soustředěna v jiných částech města nebo i mimo Birmingham, například v Cowley (část Oxfordu, dnes továrna MINI), Washwood Heath (severní část Birminghamu, bývalá továrna LDV na nákladní automobily), v Solihullu (továrna Land Roveru), Gaydonu (bývalá designová, technologická a testovací základna někdejší Rover Group) a Coventry (bývalá továrna Rover, dnes Jaguar Land Rover). Hlavními produkty společnosti byly čtyřválcové a šestiválcové motory řady K-series a čtyřválcový vznětový motor řady L-series. Společnost v letech 2000 až 2005 vyráběla motory převážně pro automobilku MG Rover Group, ale mimo to dodávala motory řady L-series a K-series automobilce Ford, která vlastnila od roku 2000 společnost Land Rover a jejíž model Land Rover Freelander tyto motory využíval, jelikož byl vyvinut ještě společností Rover Group v 90. letech během vlastnictví společností BMW a British Aerospace. Mimo to byly motory řady K-series dodávány také mnoha malým výrobcům automobilů jako například FSO a SAPIA.

## Historie
Společnost byla založena v roce 2000, kdy BMW rozštěpila skupinu Rover Group, jako součást MG Rover Group po prodeji aktiv Rover a MG společností BMW konsorciu Phoenix Venture Holdings za cenu 10,00 liber. MG Rover Group však musela roku 2000 zakoupit firmu Powertrain od společnosti BMW za samostatnou částku nad rámec smlouvy. Před uvalením nucené správy na společnost Powertrain Limited a její mateřskou společnost MG Rover Group, prodala Phoenix Venture Holdings práva na výrobu čtyřválcového a šestiválcového motoru řady K-series čínské automobilce SAIC za 67 milionů liber stejně jako práva a technologii na výrobu modelů Rover 25 a 75.
Společnost přešla do insolvence dne 8. dubna 2005. Dne 22. července 2005 insolvenční správci firmy PricewaterhouseCoopers oznámili prodej aktiv firem Powertrain a MG Rover Group čínské společnosti Nanjing Automobile (Group) Corporation.
Předtím, než se společnost dostala do konkurzu, Rada pro zdraví a bezpečnost zaznamenala 101 případů respirační nákazy v továrně v Longbridge.
Firma Powertrain vyráběla motory pro společnost Rover Group, ve které byly zahrnuty všechny ostatní značky automobilů skupinou vlastněné nebo vytvořené (Rover, MG, Mini, Land Rover & LDV). Společnost měla též pobočku také ve městě Swindon, kde byla malá továrna na výrobu motorů (Rover Swindon).

## Produkty
Hlavními produkty byly:
- K-Series čtyřválcový benzínový motor
- KV6 šestiválcový benzínový motor
- L-series turbodieselový motor
- Převodovka Rover PG1
- Rover 75 / 45 2.0 L diesel
- Rover 75 V6 / 45 V6 2.5 L
- Rover 75 1.8 L Palivo: benzín
- Rover 45 / 25 / Streetwise 1.6 litru benzín / 1.8 litru diesel
- MG 1.8 L, 2.0 L, 2.5 L & 4.8 L V4 - V8 benzínové i naftové motory
- LDV 2.0 L/ 2.5 L diesel
- MINI 1.2 L Palivo: benzín
- motory Land Rover

Kromě dodávek motorů a převodovek pro vozy MG a Rover, firma Powertrain Ltd dodávala motory i jiným výrobcům automobilů, včetně Land Rover, Lotus, Poland FSO (K-Series) a Caterham. Vznětové motory BMW M47R 2.0 CDTi a 2.0 CDT a zážehový Ford Modular V8 4,6L používané v modelech Rover 75, MG SV a MG ZT však Powertrain nevyráděla.